# Jeršov
Jeršov (rusky Ершов) je město v Saratovské oblasti v Ruské federaci. Při sčítání lidu v roce 2010 měl přes jednadvacet tisíc obyvatel.

## Poloha
Jeršov leží jihozápadně od pramene Malého Uzeně ve východní části Saratovské oblasti. Od Saratova, správního střediska oblasti, je vzdálen přibližně 180 kilometrů východně, od hranice s Kazachstánem přibližně 100 kilometrů severozápadně. Nejbližší město je Balakovo 80 kilometrů severně od Jeršova.

## Dějiny
Jeršov vznikl v roce 1893 u o rok později otevřené stanice Jeršovo na železniční trati z Pokrovska do Uralsku.
Městem je od roku 1963.

### Rodáci
- Valentina Alexandrovna Prudskovová (*1938), šermířka